# Superstarshine Vol. 3
Superstarshine Vol. 3 is een compilatie-elpee uit 1973 van de Nederlandse progressieve rockband Supersister. De elpee is de derde uitgave uit de serie compilatiealbums Superstarshine, van Vol.1 (Golden Earring) tot en met Vol.33 (Derek and the Dominos)
Op het album staan alle singles die de band tot dan toe had uitgebracht, met uitzondering van het B-kantje van "Radio", "Dead Dog". Er staat ook een extra op in de vorm van de live-versie van "Wow (The Intelligent Song)". De live-versie werd opgenomen in het Circustheater in Scheveningen op 1 juli 1972.
De heruitgave van 1990, samen met het album Pudding en Gisteren uitgebracht op één cd, week af van de originele vinylversie. Zo zijn de single-versies van "A girl named you" en "No tree will grow" vervangen door de langere albumversies.

## Nummers op de originele 1973 compilatie-lp
1. "She Was Naked" (Robert Jan Stips) - 3:45
2. "Missing Link" (Supersister) - 2:57
3. "A Girl Named You" (Robert Jan Stips) - 3:14 (singleversie)
4. "Gonna Take Easy" (Supersister/Hans van Oosterhout)- 1:48
5. "No Tree Will Grow (On Too High A Mountain)" (Robert Jan Stips) - 4:24 (singleversie)
6. "The Groupies Of The Band" (Supersister) - 4:29
7. "Radio" (Robert Jan Stips/Ron van Eck/arr. Supersister) - 3:33
8. "Spiral Staircase" (Robert Jan Stips) - 3:06
9. "Fancy Nancy" (Robert Jan Stips) - 2:40
10. "Wow (The Intelligent Song)" (Live Version) (Supersister) - 12:58

## Bezetting
- Robert Jan Stips: toetsinstrumenten, zang
- Sacha van Geest: dwarsfluit, zang
- Ron van Eck: basgitaar
- Marco Vrolijk: drums